# Sorgligast av historier
Sorgligast av historier (originaltitel The Good Soldier: A Tale of Passion, svenska: "den gode soldaten") är en roman från 1915 av den engelske författaren Ford Madox Ford. Den handlar om två äktenskap som havererar till följd av otrohetsaffärer och lögner, med särskilt fokus på den engelske soldaten Edward Ashburnham. Handlingen berättas av mannen i det andra paret, en amerikansk vän till Ashburnham, genom tillbakablickar i icke-kronologisk ordning. Berättaren är opålitlig och säger flera gånger emot sig själv.
Romanen var ursprungligen tänkt att heta The Saddest Story, men efter första världskrigets utbrott ändrades titeln på förlagets begäran. Den gavs ut på svenska 1962 i översättning av Ann-Marie Vinde.
Boken var kontroversiell när den först gavs ut i Storbritannien; den anklagades för att undergräva militära värden och väckte extra misstänksamhet eftersom författaren var tyskättad. Senare kritiker har istället påvisat hur romanen uppmuntrar till militära dygder som ordning och disciplin. Boken var förlaga till en brittisk TV-film från 1981 i regi av Kevin Billington.